# 内田良平 (俳優)
内田 良平（うちだ りょうへい、1924年2月5日 - 1984年6月15日）は、日本の俳優、詩人。千葉県銚子市出身。

## 来歴・人物
法政大学予科在学中の内田は、戦況が悪化すると「いずれ自分も特攻隊員に採られて死ぬのだから、学校に居ても仕方が無い」と思い、帰郷後にブラブラしていると家のすぐ近くにある銚子市立飯沼小学校から「教師が不足しているのでどうだ？」と声が掛かり、1945年夏から1946年の夏までの1年間代用教員を務めた。法政大学経済学部在学中の1951年、新協劇団に入って演劇を始める。1951年に杉浦直樹・小松方正らと劇団「新演劇研究所」を結成して活動するが、ほどなく解散した。東映での映画出演を経て1953年に友人から小林正樹を紹介され、その伝手で松竹映画にも出演。日活の『機動捜査班』シリーズに出演した後、1963年に東映の『ギャング同盟』で初主演を果たす。
1965年、愛人に「へそ下」を切られるスキャンダルが起きる。これまでは「34歳・独身」という触れ込みだったが、東京・京都に別々の内妻がいる「41歳」だったことが報道で明らかになった。
彫りの深い日本人離れした精悍なマスクから、ギャング役などの悪役を中心に様々な映画・テレビドラマで助演を果し、映画『やくざ刑事シリーズ』『青春の殺人者』『ザ・スパイダースのバリ島珍道中』などの話題作でコミカルものからアクション・世相実録ものでシニカルな作品まで幅広い演技で出演した。1963年の映画『十三人の刺客』で、思慮遠望巡らす鬼頭半兵衛役は当たり役の一つとされる。
詩人としても知られており、動物や昆虫をテーマにした詩を多く作っている。その中でも詩集『おれは石川五右衛門が好きなんだ』の「ハチのミヤモトムサシは死んだんだ」に、むろふしチコが補作詞した楽曲「ハチのムサシは死んだのさ」は、1972年に平田隆夫とセルスターズの歌唱で大ヒットとなった。
1984年6月15日、演劇の巡業先で心筋梗塞のため急死した。60歳没。

## エピソード
- 私生活ではチロリアンハットを愛用・収集しており、演劇仲間がそれを着用しているとその入手先を必ず尋ねるほどだった。

## 出演

### 映画
- 人生劇場（東映）
  1. 第一部 青春愛欲篇 （1952年）

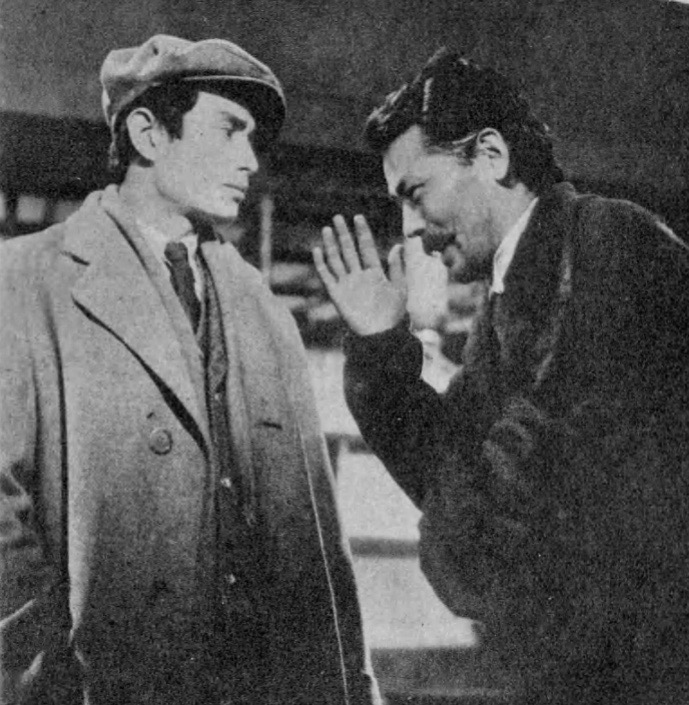
『人生劇場 第二部 残侠風雲篇』（1953年）

  2. 第二部 残侠風雲篇 （1953年、東映）
- この広い空のどこかに（1954年、松竹）
- 泉（1956年、松竹）
- 愛情の決算 （1956年、東宝）
- 俺は死なない （1956年、松竹）
- あなた買います （1956年、松竹）
- 顔 （1957年、松竹）
- 雲の墓標より 空ゆかば（1957年、松竹）
- ぶっつけ本番（1957年、東京映画・東宝）
- 現代無宿（1957年、松竹）
- 自殺を売った男（1958年、松竹）
- 真昼の惨劇（1958年、歌舞伎座・松竹）
- 噛みつかれた顔役（1958年、松竹）
- 人魚昇天（1958年、松竹）
- 決闘術（1958年、松竹）
- 若い豹の群れ（1958年、松竹）
- 張込み （1958年、松竹）
- 人間の條件（1958年、人間プロダクション、松竹）
- 大学の暴れん坊（1958年、松竹）
- 剣嵐次男侍（1958年、松竹）
- 二連銃の鉄 （1959年、日活）
- 俺は挑戦する （1959年、日活）
- 海底から来た女 （1959年、日活）
- 銀座旋風児シリーズ（日活）
  - 銀座旋風児 黒幕は誰だ （1959年）
  - 銀座旋風児 目撃者は彼奴だ（1960年）
- 邪魔者は消せ （1960年、日活）
- 南海の狼火（1960年、日活）
- 男の怒りをぶちまけろ（1960年、日活）
- 渡り鳥いつまた帰る （1960年、日活）
- 霧笛が俺を呼んでいる （1960年、日活）
- 機動捜査班 （1961年、日活）
- 追跡 （1961年、日活）
- ひとりぼっちの二人だが （1962年、日活）
- 俺の背中に陽が当る（1963年、日活）
- ギャング同盟 （1963年、東映）
- 十三人の刺客 （1963年、東映）
- 昭和侠客伝 （1963年、東映）
- 東京ギャング対香港ギャング（1963年、東映） - チャン
- 博徒 （1964年、東映）
- 間諜（1964年、東映）
- 車夫遊侠伝 喧嘩辰(1964年、東映)
- 幕末残酷物語 （1964年、東映）
- 隠密侍危機一発 （1965年、東映）
- 男の顔は履歴書（1966年、松竹）
- 燃えよ剣（1966年、松竹） - 七里研之助
- 牙狼之介（1966年、東映）
- 網走番外地 大雪原の対決 （1966年、東映）
- 天下の快男児（1966年・松竹)
- 兵隊やくざ 俺にまかせろ （1967年、大映）
- 七人の野獣（1967年、日活）
- 続・組織暴力 (1967年、東映)
- 燃える雲（1967年、日活）
- 女賭博師 （1967年、大映）
- 赤道を駈ける男 （1968年、日活）
- 無頼非情（1968年、日活）
- 復讐の歌が聞える（1968年、松竹)
- 大幹部　無頼（1968年、日活）
- 東シナ海（1968年、日活)
- ザ・スパイダースのバリ島珍道中 （1968年、日活）
- コント55号と水前寺清子の神様の恋人 （1968年、松竹）
- 日本暴力団 組長 （1969年、東映）
- 代紋　男で死にたい（1969年、日活）
- 嵐の勇者たち（1969年、日活）
- やくざ非情史 血の盃（1969年、日活）
- 新選組 （1969年、東宝）
- 笹笛お紋（1969年）
- 花の特攻隊　あゝ戦友よ（1970年、日活）
- やくざの横顔（1970年、日活）
- 野良猫ロック ワイルド・ジャンボ （1970年、日活）
- やくざ刑事シリーズ （東映）
  - やくざ刑事 （1970年） - 朝井鉄次
  - やくざ刑事 マリファナ密売組織 （1970年） - 石黒
  - やくざ刑事 恐怖の毒ガス （1971年）
- クレージーの殴り込み清水港 （1970年、東宝）
- 怪談昇り竜 （1970年、日活）
- 夜遊びの帝王 （1970年、東映）
- 大幹部 ケリをつけろ（1970年、日活）
- ネオン警察 女は夜の匂い（1970年、ダイニチ映配）
- 男の世界（1971年、日活）
- 関東流れ者（1971年、日活）
- 関東幹部会（1971年、日活）
- 流血の抗争 （1971年、日活）
- 関東破門状（1971年、日活）
- 喜劇 男の顔は人生よ （1971年、ダイニチ） - 主演・三波伸介
- 暁の挑戦 (1971年、新国劇、フジテレビ)
- 鏡の中の野心（1971年、東活プロ ／ 松竹）
- 狼やくざ 殺しは俺がやる （1972年、東映） - 石黒
- 無宿人御子神の丈吉 牙は引き裂いた（1972年、東宝）
- 不良番長 のら犬機動隊 （1972年、東映）
- 影狩り （1972年、石原プロ / 東宝）
- 影狩り ほえろ大砲 （1972年、石原プロ / 東宝）
- 喜劇　セックス攻防戦 (1972年)
- 混血児リカ （1972年、東宝）
- ポルノ時代劇 忘八武士道 （1973年、東映）
- ボディガード牙 （1973年、東映） - 鷹見鋭次
- やさぐれ姐御伝 総括リンチ （1973年、東映）
- 実録飛車角 狼どもの仁義（1974年、東映）
- ジーンズブルース 明日なき無頼派 （1974年、東映）
- 灯火は死なない（1974年、ポーランド・日本合作）
- 東京湾炎上 （1975年、東宝） - 西沢甲板長[3]
- 撃たれる前に撃て(1976年)
- 狭山裁判（1976年、東映）
- 青春の殺人者 （1976年、ATG）
- 歌麿 夢と知りせば （1977年、日本ヘラルド映画）
- 不連続殺人事件 （1977年、ATG）
- 雲霧仁左衛門 （1978年、松竹）
- 白昼の死角 （1979年、東映）
- 薔薇の標的 （1980年、東映）
- 悪魔の部屋 （1982年、にっかつ）
- 鬼龍院花子の生涯 （1982年、東映）

### テレビドラマ
- 戦国群盗伝（1964年、CX / 東北新社） - 甲斐六郎
- 燃えよ剣（1966年、12ch） - 土方歳三
- 新吾十番勝負 第29話「剣魔」（1967年、TBS / 松竹テレビ室）- 鈎重四郎
- 鞍馬天狗（1967年、MBS）
- 戦国無宿（1967-1968年、YTV)
- 泣いてたまるか   第74話「意地が涙を」（1968年、TBS）
- 風 第21話「誰がための仇討ち」（1968年、TBS） - 小野数馬
- 水戸黄門 第1部 第29話「ならず者 -桐生-」（1969年、TBS） - 相楽重蔵
- ブラックチェンバー（1969年、CX）- 轟啓介
- 五番目の刑事 第7話「復讐のガンまん」（1969年、NET） - 三上保
- プレイガールシリーズ（12ch）
  - プレイガール（12ch）
    - 第109話「砂に書かれた喧嘩状」（1971年） - 篠崎龍太郎
    - 第130話「江戸っ子恋仁義」（1971年） - 信次郎
    - 第238話「女は素肌で勝負する」（1973年） - 鉢野武佐志

  - プレイガールQ 第69話「寝乱れた東京エマニエル夫人」（1976年） - 柳田佑三
- 大江戸捜査網 第35話「やくざ子守唄」（1971年、12ch）
- 銭形平次 （1971年、CX）
  - 第252話「地獄街道」（1971年) - 常五郎
  - 第379話　雪の日の記憶道」（1973年) - 政吉
- 天下御免 第31話「夕陽が燃えてる麦畑」(1972年、NHK) - 武蔵
- 荒野の素浪人 第52話「流浪 殺しの子守唄」（1972年、NET） - 跡部伝七郎
- 新・番頭はんと丁稚どん（1972年、MBS）
- 遠山の金さん捕物帳（NET）
  - 第131話「江戸の花を咲かせた女」（1973年） - 常
  - 第156話「剃刀と呼ばれた男」（1973年） - 笠間十兵衛
- 地獄の辰 捕物控 第22話「千羽鶴に地獄を見た」（1973年、NET） - 貞市
- 荒野の用心棒 第5話「風神峠に群狼を待ち伏せて…」（1973年、NET） - 疾風
- 若さま侍捕物手帖 最終話「三つの謎の饗宴」（1973年、KTV） - 喜平太
- 水滸伝（1973年、NTV） - 朱武
- 非情のライセンス（NET）
  - 第1シリーズ 第47話「兇悪の顔」（1974年） - 三浦大五郎（淡野組幹部）
  - 第2シリーズ 第83話「兇悪の捜査」（1976年） - 大谷警部
- 太陽にほえろ! 第90話「非情の一発」（1974年、NTV） - 坂田  ※挿入曲に「ハチのムサシは死んだのさ」を使用
- 大盗賊（1974年、CX）
- おんな浮世絵・紅之介参る! 第6話「恋の味おしえます」（1974年、NTV）
- 夜の来訪者（1975年、NHK）
- 鬼平犯科帳（1975年、NET） - 大滝の五郎蔵
- バトルホーク 第1話「闘人どくろ鎌」（1976年、12ch） - 楯哲舟  ※第2話以降も回想シーンや遺影で登場
- 大都会 PARTIII 第1話「帰って来た黒岩軍団」（1978年、NTV） - 三好敬三（東友会幹部）
- 西遊記 第4話「妖怪夫婦・金角、銀角」（1978年、NTV） - 金角大王
- 特捜最前線 第101話「拳銃哀歌I・狼たちは跳んだ!」・第102話「拳銃哀歌II・狼たちの決算!」（1979年、ANB） - 小田島満雄
- 日曜恐怖シリーズII 第9話「悲しみの山荘」（1979年、KTV）
- 探偵物語 第15話「脅迫者」（1979年、NTV） - 田端三男
- 大激闘マッドポリス'80 第7話「地下銀行襲撃」（1980年、NTV） - 高森幸一
- 新五捕物帳 第144話「あした咲く義兄弟」（1981年、NTV）
- プロハンター 第4話「ワニを連れた女」（1981年、NTV）
- 同心暁蘭之介 第34話「怨みの錦絵」（1982年、CX）
- 弐十手物語 第5話「やさしい男」（1984年、CX）

### 演劇
- 柳生十兵衛 魔界転生 （1981年7月3日 - 28日、新宿コマ劇場） - 柳生但馬守宗矩
- 江戸の紅葵

### バラエティー番組
- 霊感ヤマカン第六感 (ABC)
- 小川宏ショー （フジテレビ）

### 吹き替え
- 荒野の用心棒（ジャン・マリア・ヴォロンテ） ※TBS旧録版
- レマゲン鉄橋 (アンジェロ軍曹<ベン・ギャザラ>) ※TBS版

### アニメ
- まんが偉人物語 ナレーション

### CM
- 一力本店（宮城県仙台市の下関活ふぐ料理店）

### 著書
- 『おれは石川五右衛門が好きなんだ　内田良平詩集』サンケイ新聞社出版局、1974年
- 『虫の気持ちがわかるかい』婦人生活社、1977年
- 『内田良平のやさぐれ交遊録』ちはら書房、1979年
- 『みんな笑ってる 内田良平詩集』河出文庫、1984年4月
- 『朱いかもめ 内田良平遺稿詩集』作品社、1984年11月
後半部は俳優仲間・友人たち十数名の追悼回想
- 『乙姫様の玉手箱』潮出版社、1984年12月
童話・自伝小説・紀行エッセイ

## 参考資料
- 梅林敏彦「内田良平インタビュー〜俺は映画俳優ってのに誇りが持てなくてね」『アウトローに挽歌はいらない』北宋社、1979年、113-127頁。